# Chrysosoma alutiferum
Chrysosoma alutiferum är en tvåvingeart som beskrevs av Octave Parent 1934. Chrysosoma alutiferum ingår i släktet Chrysosoma och familjen styltflugor. Inga underarter finns listade i Catalogue of Life.